# 戦争と平和 (2016年のテレビドラマ)
『戦争と平和』（せんそうとへいわ、原題：War & Peace）は、2016年制作のテレビドラマ（ミニシリーズ）。
レフ・トルストイ原作の長編小説「戦争と平和」のテレビドラマ化。イギリス・BBC制作、2016年1月3日-1月7日に放送された。全6回（計330分）。製作総指揮はハーヴェイ・ワインスタイン。
若手実力派の俳優を中心に据え、当時のロシア貴族の生活を再現し、原作の群像劇を忠実に再現しているほか、滅多に撮影許可が下りないエカテリーナ宮殿やルンダーレ宮殿、エルミタージュ美術館などの貴重な建物で撮影が行われた。

## キャスト
※括弧内は日本語吹替。
- ピエール・ベズーホフ：ポール・ダノ（加瀬康之）
- ナターシャ・ロストワ：リリー・ジェームズ（坂本真綾[8][9]）
- アンドレイ・ボルコンスキー：ジェームズ・ノートン（間宮祥太朗[10][11]）
- ニコライ・ロストフ：ジャック・ロウデン（小松史法）
- マリヤ・ボルコンスカヤ：ジェシー・バックリー（渋谷はるか）
- エレーヌ・クラーギナ：タペンス・ミドルトン（佐古真弓）
- アナトール・クラーギン：カラム・ターナー（花輪英司）
- フェージャ・ドーロホフ：トム・バーク（福田賢二）
- リーザ・ボルコンスカヤ：ケイト・フィリップス（英語版）（永田亮子）
- ソーニャ・ロストワ：アシュリング・ロフタス（英語版）（園崎未恵）
- アンナ・パヴロヴナ：ジリアン・アンダーソン（一柳みる）
- ボルコンスキー公爵：ジム・ブロードベント（樋浦勉）
- ロストフ伯爵夫人：グレタ・スカッキ（野沢由香里）
- イリヤ・ロストフ伯爵：エイドリアン・エドモンドソン（安原義人）
- ヴァシーリイ・クラーギン公爵：スティーヴン・レイ（牛山茂）
- ミハイル・クトゥーゾフ：ブライアン・コックス（稲垣隆史）
- アンナ・ミハイロヴナ：レベッカ・フロント
- ボリス・ドルベツコイ：アナイリン・バーナード（川田紳司）
- マドモアゼル・ブリエンヌ：オリヴィア・ロス
- バズデーエフ：ケン・ストット
- ミハイル叔父さん：ケネス・クラナム
- ナポレオン・ボナパルト：マチュー・カソヴィッツ（てらそままさき）
- 日本語版制作スタッフ 演出：清水洋史、翻訳：中村久世、音声：大浦伸浩、プロデューサー：津田剛士、制作統括：深野淳子／渡辺聡、日本語版制作：東北新社

## 日本での放送
日本では、NHK総合テレビで2016年9月25日から11月13日23:00-0:00まで、全8話に編集されて放送された。